# Dejoannisia
Dejoannisia és un gènere d'arnes de la família Crambidae. Conté només una espècie, Dejoannisia pallidella, que es troba a Moçambic.